# JAC J7
JAC J7 — выпускающийся с 2019 года компактный хетчбэк производства JAC Motors.

## История
Модель была представлена 5 сентября 2019 года на автосалоне в Чэнду, спроектирована в Центре дизайна JAC в Турине, Италия. Дизайн разработки итальянца Даниеле Гальоне, который прежде работал в Alfa Romeo, а в 2010 году перешёл в JAC.
Изначально с ноября 2019 года по март 2021 года продавалась под названием JAC Jiayue A5, с ноября 2020 года переведён в гамму отдельного бренда Sehol под названием Sehol A5 (с ноября 2021 по ноябрь 2022 как Sehol A5 Plus).
Под названием JAC J7 продаётся на экспортных рынках: в Мексике, России и Казахстане.

## Статистика продаж в Китае
JAC Jiayue A5, в продаже с ноября 2019 по март 2021 года:
| Год  | Объём продаж |
| ---- | ------------ |
| 2019 | 8153         |
| 2020 | 25 470       |
| 2021 | 8153         |

Sehol A5, в продаже с ноября 2020 по ноябрь 2021, затем с ноября 2022 по настоящее время:
| Год  | Объём продаж |
| ---- | ------------ |
| 2020 | 3544         |
| 2021 | 16 394       |
| 2022 | 4133         |
| 2023 |              |

Sehol A5 Plus, в продаже с ноября 2021 по октябрь 2022 года:
| Год  | Объём продаж |
| ---- | ------------ |
| 2021 | 4273         |
| 2022 | 17 735       |

## Технические характеристики
Привод — передний. Подвеска: спереди — стойки типа McPherson, сзади — независимая подвеска. Тормоза — все дисковые.
Двигатель — бензиновый турбодвигателем HFC4GB2.4E объемом 1,5 литра мощностью 136 л. с.
Коробка передач — 6-ступенчатая механическая коробка MF622D35, либо вариатор PunchVT3+.
По уровню оснащения версии разделяются на: Basic, Comfort и Luxury.

## Галерея
- Sehol A5 Plus
- Москвич-6

## На рынке России
С 31 декабря 2020 года как JAC J7 продаётся в России, поставки ведутся с казахстанского предприятия «СарыаркаАвтоПром», где налажена сборка, в 2021 году был продан 601 экземпляр JAC J7, модель стала бестселлером марки в РФ, всего всех моделей которой было продан 1791 экземпляр.
В апреле 2023 года началась сборка регионально-адаптированной лицензионной версии на заводе "Москвич" — Москвич-6.
| Год  | Объём продаж |
| ---- | ------------ |
| 2021 | 601          |
| 2022 |              |
| 2023 |              |